# Cykloserin
Cykloserin, též pod obchodním názvem Seromycin, je antibiotikum užívané k léčbě tuberkulózy. Konkrétně se používá spolu s dalšími léky při rezistenci na protituberkulózní medikaci. Je podáván orálně.
Mezi nežádoucí účinky patří alergické reakce, záchvaty, ospalost, nestabilita a necitlivost. Nedoporučuje se podávat u lidí po selhání ledvin, epilepsii, depresi nebo u alkoholiků. Není jasné, zda je použití během těhotenství pro dítě bezpečné. Cykloserin má strukturu podobnou aminokyselině D-alanin a působí tak, že zasahuje do tvorby buněčné stěny bakterií.
Cykloserin byl objeven v roce 1954 u Streptomyces. Je na seznamu základních léčivých přípravků Světové zdravotnické organizace.

## Lékařské použití

### Tuberkulóza
Pro léčbu tuberkulózy je cykloserin klasifikován jako druhý lék, tj. jeho použití se zvažuje pouze tehdy, pokud nelze použít jedno nebo více léků první volby. Tak je cykloserin omezen k použití proti několika kmenům M. tuberculosis rezistentním vůči léčivům a extenzivně rezistentním vůči léčivům. Dalším důvodem omezeného užívání tohoto léčiva jsou neurologické vedlejší účinky, protože je schopen proniknout do centrálního nervového systému (CNS) a způsobit bolesti hlavy, ospalost, depresi, závratě, vertigo, zmatenost, parestézie, dysartrii, hyperirritability, psychózy, křeče a třes  Předávkování cykloserinem může vést k paréze, záchvatům a komatu, zatímco konzumace alkoholu může zvýšit riziko záchvatů. Současné podávání pyridoxinu může snížit výskyt některých z těchto vedlejších účinků na CNS (např. Křeče) způsobených cykloserinem.

### Psychiatrie
Cochranská revize v roce 2015 nenalezla žádný důkaz o přínosu léku u úzkostných poruch od roku 2015. Další přezkum nalezl předběžné důkazy o výhodách. Důkazy pro použití v závislosti jsou předběžné, ale také nejasné.

## Mechanismus účinku
Cykloserin působí jako antibiotikum inhibováním biosyntézy buněčné stěny u bakterií. Jako cyklický analog D-alaninu působí cykloserin proti dvěma důležitým enzymům důležitým v cytosolických stádiích syntézy peptidoglykanu: alanin-racemázy (Alr) a D-alanin: D-alanin-ligázy (Ddl). Prvním enzymem je pyridoxal 5'-fosfát-dependentní enzym, který konvertuje L-alanin na D-alaninovou formu. Druhý enzym se podílí na spojování dvou z těchto D- alaninových zbytků dohromady katalyzováním tvorby ATP- dependentní D-alanin-D-alaninové dipeptidové vazby mezi výslednými D-alaninovými molekulami. Pokud jsou oba tyto enzymy inhibovány, nemohou vznikat D-alaninové zbytky a dříve vytvořené molekuly D-alaninu nemohou být spojeny dohromady. To účinně vede k inhibici syntézy peptidoglykanů.

## Chemické vlastnosti
Při mírně kyselých podmínkách se cykloserin hydrolyzuje za vzniku hydroxylaminu a D- serinu. Cykloserin lze považovat za cyklizovanou verzi serinu, s oxidační ztrátou dihydrogenu za vzniku vazby dusík-kyslík.
Cykloserin je stabilní za zásaditých podmínek s největší stabilitou při pH = 11,5.

## Historie
Látka byla izolována téměř současně dvěma týmy. Pracovníci společnosti Merck izolovali sloučeninu, kterou nazývali oxamycin, od druhu Streptomyces. Stejný tým připravil molekulu synteticky. Pracovníci Eli Lilly izolovali sloučeninu od kmenů Streptomyces orchidaceus. Ukázalo se, že se hydrolyzuje na serin a hydroxylamin.

## Ekonomika
V USA se cena cykloserinu zvýšila z 500 dolarů na 30 pilulek na 10 800 dolarů v roce 2015 poté, co Chao centrum pro průmyslovou lékárnu a smluvní výrobu změnilo vlastnictví společnosti Rodelis Therapeutics v srpnu 2015.
Nárůst ceny byl zrušen poté, co předchozí majitel, Purdue University Research Foundation, která si ponechala "dohled nad výrobní operací" zasáhla a Rodelis vrátil tuto drogu NGO z Purdue University. Nadace nyní bude účtovat 1050 dolarů za 30 tobolek, dvakrát to, co bylo účtováno dříve ". Eli Lilly byla kritizována za to, že nezajistila pokračování filantropické iniciativy. Kvůli americkým antimonopolním zákonům nicméně žádná společnost nemůže řídit cenu produktu poté, co jí vyprší licence.

## Výzkum
Existuje několik experimentálních důkazů, které naznačují, že D- cykloserin pomáhá při učení tím, že pomáhá vytvářet silnější neurální spojení. Byla zkoumána jako pomůcka pro usnadnění terapie expozicí u lidí s PTSD a úzkostnými poruchami , stejně jako léčba schizofrenií.